# Chapalmalania
Chapalmalania is een geslacht van uitgestorven roofdieren uit de familie van de kleine beren (Procyonidae). Dit dier leefde in het Plioceen in Zuid-Amerika.

## Soorten
Florentino Ameghino beschreef in 1908 Chapalmalania ortognatha als eerste soort uit het geslacht. De geslachtsnaam verwijst naar de vindplaats Chapadmalal. Later volgde C. altaefrontis. Chapalmalania is nauw verwant aan Cyonasua, de oudst bekende vertegenwoordiger van de Carnivora in Zuid-Amerika. In het Plioceen leefden de twee geslachten samen op het continent.

## Vondsten
Fossielen van Chapalmalania werden gevonden in Argentinië in de provincies Buenos Aires en Mendoza. Men was aanvankelijk in de veronderstelling dat de gevonden resten van een beer afkomstig waren. De vondsten dateren uit de South American Land Mammal Ages Chapadmalalan en Marplatan in het Plioceen, circa 4 tot 1,2 miljoen jaar geleden.
Daarnaast werd in 2014 een fossiel beschreven uit Colombia, dat dateert uit het Plioceen. In La Guajira werd in de Ware-formatie, circa 2,7 miljoen jaar geleden afgezet in een kustgebied, een kies gevonden. Deze vondst wijst er op dat Chapalmalania een groot verspreidingsgebied had, net als de rode neusbeer en krabbenetende wasbeer tegenwoordig in Zuid-Amerika.

## Kenmerken
Chapalmalania was een grote kleine beer met een geschat gewicht van 22 tot 30 kilogram. Het dier zal qua postuur veel gelijkenis hebben vertoond met de huidige reuzenpanda. Het gebit vertoont overeenkomsten met dat van de grote beren. De bouw van de schedel vertoont ook overeenkomsten met die van hyena's. Chapalmalania was geen gespecialiseerde carnivoor, maar een omnivoor en mogelijk een opportunistische vleeseter van bijvoorbeeld aas. Op een skelet van de glyptodont cf. Eosclerocalyptus lineatus zijn tandafdrukken van Chapalmalania gevonden. Er was weinig overlap in ecologische rol tussen Chapalmalania en de laatste sparassodonten zoals Thylacosmilus, de buideldierachtige roofdieren van Zuid-Amerika.